# Colli Helliwell
I colli Helliwell sono una catena montuosa situata nella regione nord-occidentale della Dipendenza di Ross, vicino alla linea di confine con la Terra di Oates, nell'entroterra della costa di Oates, in Antartide. I colli Helliwell, che fanno parte dei monti USARP, un gruppo montuoso a sua volta facente parte della catena dei monti Transantartici, sono orientati in direzione nord-sud, nella quale si estendono per circa 39 km, arrivando a una larghezza massima di circa 14 km, e sono delimitati a nord dal ghiacciaio Gressitt, a ovest da una spianata nevosa che li separa dai picchi Emlen, e a est da un'altra spianata che li separa dalla dorsale Morozumi. La vetta più alta della catena è quella del monte Van de Hoeven, che arriva a 1940 m s.l.m., sul versante meridionale del quale è presente una valle quasi del tutto priva di ghiacci, ossia la valle di Boggs.

## Storia
L'intera catena è stata mappata per la prima volta dallo United States Geological Survey grazie a fotografie aeree scattate dalla marina militare statunitense (USN) nel periodo 1962-63 e a ricognizioni terrestri effettuate da spedizioni statunitensi e neozelandesi negli anni 1960. Essa è stata poi così battezzata dal Comitato consultivo dei nomi antartici in onore di Robert A. Helliwell, direttore del programma dell'USARP per lo studio del rumore radio a frequenze ultrabasse.
Durante la spedizione tedesca GANOVEX XI, condotta nell'estate antartica del 2015/16, gli scienziati hanno scoperto quelli che sono i più grandi icnofossili mai attribuiti all'icnogenere Procolophonichnium, un genere di rettili appartenente al gruppo dei Procolophonoidea, datandoli al Permiano superiore/Triassico inferiore.